# Worms (thành phố)

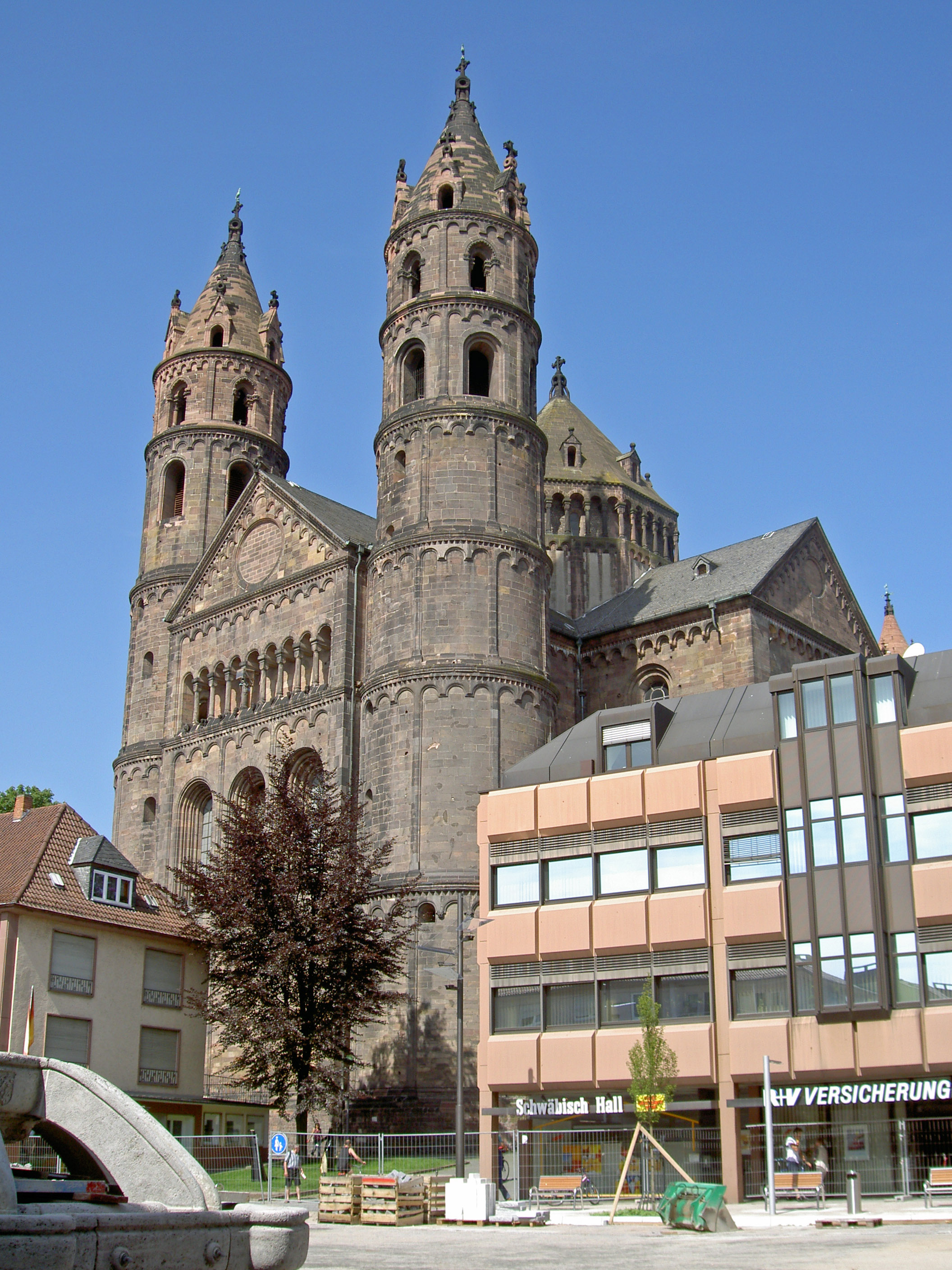
Đại thánh đường Worms

Worms là một thành phố ở bang Rheinland-Pfalz, Đức, bên sông Rhine. Vào cuối năm 2004, thành phố đã có dân số 85.829 người.
Được thành lập bởi các người Celt, họ gọi nó là Borbetomagus, Worms ngày hôm nay vẫn còn được mệnh danh, cùng với các thành phố Trier và Köln danh hiệu "Thành phố cổ nhất nước Đức." Worms là thành viên duy nhất của nước Đức trong tổ chức Hệ thống các thành phố cổ nhất châu Âu.
Ngày nay, thành phố là một trung tâm công nghiệp và nổi tiếng với rượu Liebfraumilch. các ngành công nghiệp khác bao gồm hóa chất, hàng hoá kim loại.
Worms là một trong những địa điểm lớn, nơi các sự kiện của cổ Nibelungenlied của Đức đã diễn ra. Một Nibelungenmuseum đa phương tiện đã được mở cửa vào năm 2001, và lễ hội là một quyền hàng năm ở phía trước của Dom, nhà thờ chính tòa Worms, đây là nỗ lực của thành phố để tái chiếm bầu không khí của thời kỳ tiền-Công giáo.